# Diócesis de Salgueiro
La diócesis de Salgueiro (en latín: Dioecesis Salicen(sis) y en portugués: Diocese de Salgueiro) es una circunscripción eclesiástica latina de la Iglesia católica en Brasil, sufragánea de la arquidiócesis de Olinda y Recife. Su obispo es José Vicente Pinto de Alencar da Silva.

## Territorio y organización
La diócesis tiene 17 932 km² y extiende su jurisdicción sobre los fieles católicos de rito latino residentes en 15 municipios del estado de Pernambuco: Salgueiro, Araripina, Bodocó, Cabrobó, Cedro, Exu, Granito, Ipubi, Moreilândia, Ouricuri, Parnamirim, Serrita, Terra Nova, Trindade y Verdejante.
La sede de la diócesis se encuentra en la ciudad de Salgueiro, en donde se halla la Catedral de San Antonio.
En 2020 en la diócesis existían 21 parroquias.

## Historia
La diócesis fue erigida el 16 de junio de 2010 con la bula Valde sollicitus del papa Benedicto XVI obteniendo el territorio de las diócesis de Petrolina y Floresta.

## Estadísticas
De acuerdo al Anuario Pontificio 2021 la diócesis tenía a fines de 2020 un total de 411 974 fieles bautizados.
| Año                                                                             | Población            | Población | Población      | Sacerdotes | Sacerdotes    | Sacerdotes    | Bautizados por sacerdote | Diáconos permanentes | Religiosos | Religiosos | Parroquias |
| Año                                                                             | Bautizados católicos | Total     | % de católicos | Total      | Clero secular | Clero regular | Bautizados por sacerdote | Diáconos permanentes | Varones    | Mujeres    | Parroquias |
| ------------------------------------------------------------------------------- | -------------------- | --------- | -------------- | ---------- | ------------- | ------------- | ------------------------ | -------------------- | ---------- | ---------- | ---------- |
| 2010                                                                            | 351 534              | 439 418   | 80.0           | 14         | ?             | ?             | 25 110                   |                      | 6          | 16         | 17         |
| 2014                                                                            | 384 000              | 439 500   | 87.4           | 27         | 19            | 8             | 14 222                   |                      | 8          | 14         | 20         |
| 2017                                                                            | 393 300              | 441 209   | 89.1           | 31         | 25            | 6             | 12 687                   |                      | 6          | 17         | 21         |
| 2020                                                                            | 411 974              | 474 379   | 86.8           | 34         | 29            | 5             | 12 116                   |                      | 5          | 15         | 21         |
| Fuente: Catholic-Hierarchy, que a su vez toma los datos del Anuario Pontificio. |                      |           |                |            |               |               |                          |                      |            |            |            |

## Episcopologio
- Magnus Henrique Lopes, O.F.M.Cap. (16 de junio de 2010-12 de enero de 2022 nombrado obispo de Crato)
- José Vicente Pinto de Alencar da Silva (29 de marzo de 2023)